# Anne-Laurence Petel
Anne-Laurence Petel (ur. 8 lutego 1970 r. w Saint-Raphaël) – francuska polityk reprezentująca partię La République En Marche! W wyborach parlamentarnych w czerwcu 2017 r. została wybrana do francuskiego Zgromadzenia Narodowego, w którym reprezentuje departament Aix-en-Provence.